# الاحناك (جبلة)

تعديل مصدري - تعديل

الاحناك محلة تابعة لقرية الجراجر، التابعة لعزلة الربادي بمديرية جبلة إحدى مديريات محافظة إب في الجمهورية اليمنية، بلغ تعداد سكانها 76 حسب تعداد اليمن لعام 2004.